# Дом, который построил Джек (фильм, 1900)
«Дом, который построил Джек» (англ. The House That Jack Built) — немой короткометражный фильм Джорджа Альберта Смита. Самая ранняя экранизация знаменитой английской прибаутки.

## В ролях
- Дороти Смит — маленькая девочка
- Гарольд Смит — младший брат девочки

## Сюжет
Девочка и её брат строят домик из кубиков. Но брат девочки толкает кубики и рушит домик.

## Художественные особенности
- Длина плёнки — 15 метров
- Формат — 35 мм